# 장바티스트 륄리

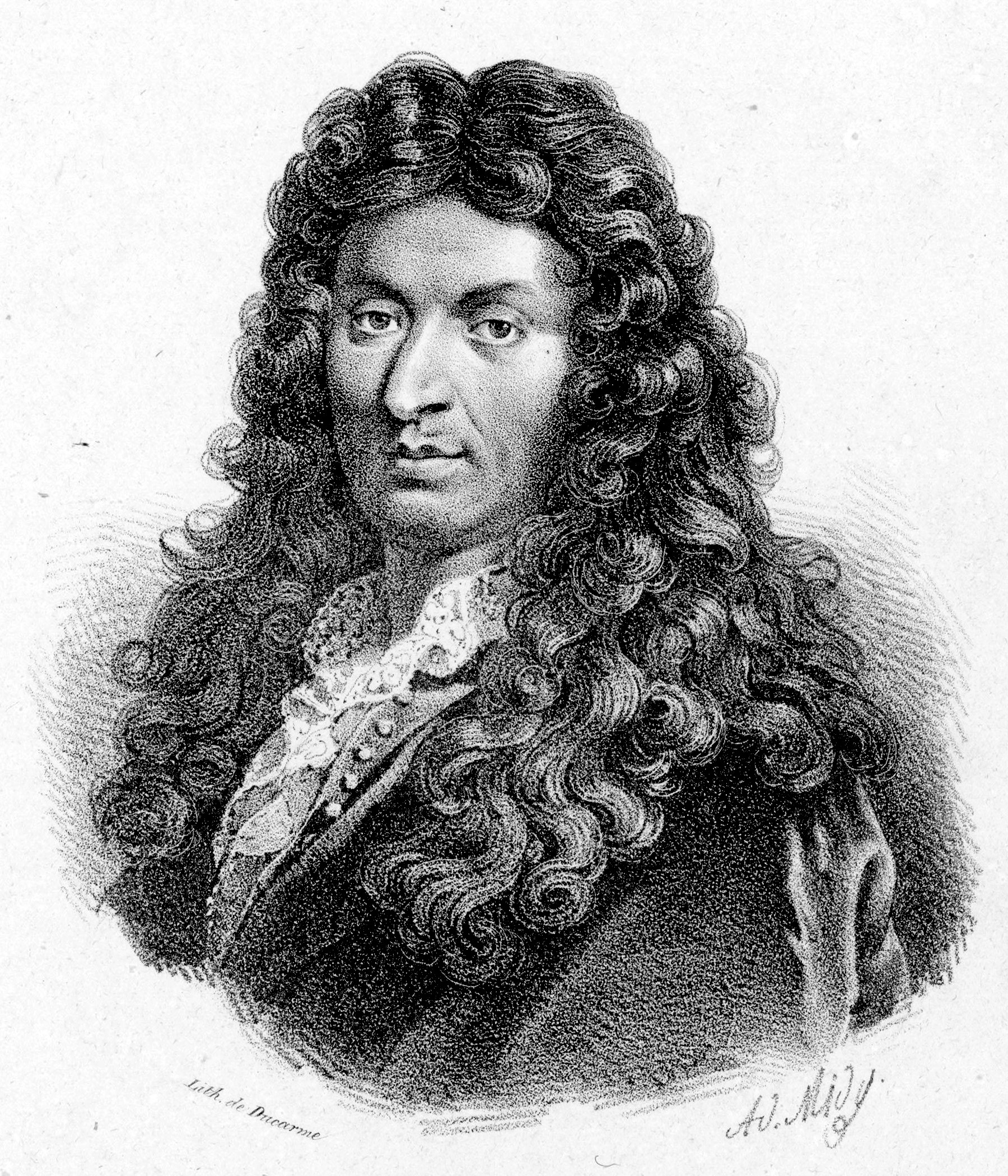
1670년경 제작된 그의 초상

장바티스트 륄리(프랑스어: Jean-Baptiste Lully, 1632년 11월 28일 ~ 1687년 3월 22일)는 이탈리아에서 태어난 프랑스 작곡가로, 본명은 조반니 바티스타 룰리(이탈리아어: Giovanni Battista Lulli)이다. 륄리는 그의 일생 대부분을 프랑스의 루이 14세를 위해 일했다.
14세 때 기즈 공에 의해 프랑스로 이주한 뒤 궁정과 인연을 맺고 궁정 작곡가로서(1653~) 발레 음악을 작곡했다. 루이 14세를 위해 '밤의 발레' (프랑스어 : Ballet de la Nuit)를 작곡하였는데, 1653년에 루이 14세는 이곡을 바탕으로한 발레극에 직접 출연하여 '떠오르는 태양'이라는 역할을 소화해냈다. 이 발레극이 상연된 이후 루이 14세는 ‘태양왕’(프랑스어: Le Roi Soleil)이라는 별명을 얻게 되었다.
왕성한 활동으로 코메디발레를 선보이고 프랑스 오페라 발전에 기여를 하며 큰 부와 명성을 얻었다. 1672년에는 왕립 음악 무용 학교의 교장이 되어 후진양성을 위해 많은 노력을 기울이기도 하였다.

## 일대기

### 어린 시절
이탈리아 투스카니 대공국의 피렌체에서 방앗간 주인인 로렌초 룰리와 카테리나 델 세라 사이에서 태어났다. 륄리는 음악이나 다른 과목에서 거의 교육을 받지 못했지만, 기타와 바이올린을 연주하고 춤을 추는데 천부적인 재능을 가졌다. 14살때인 1646년, 기즈 공의 눈에 띄어 프랑스로 따라가게 되고, 거기서 식기실의 일꾼으로 몽팡시에 부인을 위해 일하게 된다. 이점에 대해 논란이 있으나, 사실 륄리는 부인에게 이탈리아어를 가르치도록 고용되었을 가능성이 있다. 몽팡시에 부인의 도움으로 륄리의 음악적 재능이 개화된다. 륄리는 음악 이론을 니콜라스 메투르 밑에서 배운다. 그러나 륄리가 지은 후원자에 관한 천박한 시로 인해 결국 해고된다.

### 루이 14세와의 만남
20살 때인 1652년경, 륄리는 프랑스 궁정의 바이올리니스트와 무용수로 왕실과 인연을 맺었다. 이듬해 그는 프랑스 왕을 위한 작곡가가 되었다. 륄리는 루이 14세를 위해 발레곡을 많이 작곡했다. 대표적인 곡이 '밤의 발레' (프랑스어 : Ballet de la Nuit) 인데, 〈밤의 발레〉는 볼거리가 풍성한 아주 스펙터클한 작품이다. 루이 14세는 일곱살때부터 춤에 관심이 많았었는데 륄리는 이곡을 만들 때 당시 15세였던 루이 14세가 자신의 춤 실력을 마음껏 발휘할 수 있도록 배려했다. 루이 14세는1653년에 파리의 쁘띠부르봉에서 있었던 공연에 직접 배우로 참여하였다. 4막으로 구성된 이 작품에서 루이 14세는 화려한 의상을 입고 여섯 인물의 배역을 소화했는데, 그중에서 그리스 신화에서 태양을 관장하는 아폴론으로 분장하여 '떠오르는 태양'이라는 상징적인 역할도 맡았다. 이 일을 계기로 루이 14세는 ‘태양왕’이라는 별명을 얻게 되었다.
륄리는 루이 14세와 그 자신이 춤을 추던 1650년대와 60년대에 왕을 위한 많은 수의 발레곡을 작곡하였다. 그는 몰리에르의 희극을 위한 음악 - 《강제 결혼》(1664), 《사랑의 의사》(1665), 《서민귀족》(1670) - 을 작곡하면서 엄청한 성공을 거두었다. 루이 14세는 점차 나이가 들게 들고, 그의 춤실력이 떨어지게 되면서(왕의 마지막 공연은 1670년이었다), 발레에 대한 관심이 점점 사그라들게 되면서, 륄리는 오페라에 종사하게 되었다. 륄리는 장바티스트 콜베르와 왕의 후원으로 피에르 페랭이 오페라에서 누리던 특권을 차지하게 되었다. 새로운 특권은 기본적으로 륄리에게 그가 죽을 때까지 프랑스에서 모든 음악 상연에 관한 통제권을 가져다 주었다.

### 사생활
륄리는 양성애자와 난봉꾼으로 악명 높았다. 1662년 그는 륄리의 친구이자 동료 음악가인 미셀 랭베르의 딸,마델레인 랭베르와 결혼했으며, 아내와의 사이에서 10명의 아이를 낳았다. 륄리는 자신의 지위는 전혀 의식하지 않고, 그의 시종인 Brunet과의 관계를 과시하는데 거리낌이 없었다. 륄리는 매우 높은 위치에 있었지만, 그의 소년과 여자들과의 애정 행각은 여러 차례의 추문으로 번졌다. 이는 루이 14세에게 큰 불쾌감을 불러일으킬 정도였으며, 륄리는‘남색가’라고 불릴 만큼 유명하게 되었다.
이러한 추문에도 불구하고, 륄리는 항상 루이 14세의 위엄을 회복하도록 조욜하였다. 왕은 륄리를 자신의 음악적 여흥에 필수적인 사람이고, 그의 몇 안되는 진정한 친구 중 하나로 생각했다. 1681년 륄리는 루이 14세를 위한 궁정 비서로 임명되면서 귀족이 되었다. 그후에 륄리는 자신의 이름을 장바티스트 데 륄리라고 적었고, 그 후로 ‘륄리 경’으로 불리게 되었다.

### 죽음
1687년 1월 8일 륄리는 루이 14세의 최근의 병상에서의 회복을 기념하기 위해서 《테 데움》을 지휘하였다. 륄리는 그 당시의 지휘 방식대로 바닥에 긴 막대기를 내리치면서 박자를 맞추었으나, 발가락을 치게 되어 농양을 야기하였다. 그 다리는 괴저가 생겼고, 륄리는 발가락을 잘라내는 것을 거부함에 따라 병이 퍼지면서, 결국 3월 22일 륄리는 죽음을 맞이하였다. 륄리는 그의 마지막 오페라인 《Achille et Polyxène》을 미완성으로 남겼다. 죽음이 가까워진 병상에서 륄리는 “Bisogna morire, peccatore(너는 죽어야 한다, 죄인이여)”라고 적었다.

## 음악
륄리의 음악은 바로크 음악 중기인 1650~1700년에 위치한다. 일반적인 바로크 음악은 힘을 강조하기 위해서 계속저음을 사용한다. 프랑스 중기 바로크는 모든 음악에서 예외적으로 도(C)음 위에 라(A)가 가장 낮은 음높이인 392 Hz(현재로는 통상 440 Hz이다)를 사용한다.
륄리의 음악은 힘과 빠른 박자안의 생동감, 그리고 슬픔을 나타내는 악장에서는 깊은 감정의 호소로 유명하다. 륄리의 가장 유명한 작품으로는 춤곡인 파사칼리아와 샤콘느로 《아르미드》와 《플라톤》같이 륄리의 많은 작품에서 볼 수 있다. Sequier 수상의 장례식을 위해 작곡한 《미제레레(Miserere)》는 뛰어난 작품으로 간주되며, 그의 단조 성가곡 역시 유명하다.
륄리 음악은 파리 궁정의 춤의 양식에 급진적인 혁명을 가져왔다. 그 당시까지 유행하던 느리고 위풍당당한 박자대신, 륄리는 빠른 리듬의 생동감있는 발레 음악을 소개하였다. 그는 관현악의 작곡에서 중요한 개선에 영향을 주었고, 여러개의 새 음악 악기를 도입하였다. 륄리는 몰리에르와의 협작으로 연극과 코메디, 발레가 결합된 코메디 발레라는 새로운 음악 양식을 만들었다.
륄리는 프랑스어가 이탈리아 스타일의 오페라에 맞지 않음을 깨닫고, 프랑스 서정 비극 (tragédie en musique 혹은 tragédie lyrique)를 창조하였다. Quinault안에서 그와 마음에 맞는 시인과 대본작가를 만나게 되면서, 륄리는 많은 오페라와 기타 작품을 작곡하여, 열광적인 찬사를 얻었다. 륄리는 레치타티브와 아리아를 따로 분리하는 이탈리아 오페라 방법을 버리고, 드라마적인 효과를 위해서 그 두개를 합쳐, 내용에서 동작을 더 빠르게 해서 프랑스 대중의 취향에 더 부합하게 하였다. 이러한 업적으로 인해 륄리는 프랑스 오페라의 설립자라고 평가된다.
또한, 륄리는 최초로 지휘봉을 사용한 사람이기도 하다(륄리의 지휘 방식은 앞에서도 언급되었듯이 긴 막대기를 바닥에 내리쳐 박자를 맞추는 것이였는데, 이 지휘봉 덕분에 오케스트라는 전보다 더 우수한 연주를 할 수 있게 되었다. 오늘날과 같은 지휘봉은 멘델스존이 최초로 사용했다.)

## 대표 음반 목록
- 아마디스, 전주곡과 5막의 서정 비극 Hugo Reyne, La Symphonie du Marais, Accord, 3 CD, 2006
- 알테스테, 5막의 서정 비극 Jean-Claude Malgoire, La Grande Écurie et la Chambre du Roi.
- 아튀스, 5막의 서정비극, 윌리암 크리스티와 Les Arts Florissants, Harmonia Mundi, 3 CD, 1987.
- 아르미드, 5막의 서정 비극 , 필리프 헤레웨허, Harmonia Mundi, 2 CD.
- 파에통, 5막의 서정비극 , 마크 민코프스키, Les Musiciens du Louvre, Erato, 2 CD, 1994.
- 페르세, 5막의 서정비극 , 크리스토프 루세, Les Talens Lyriques, Naïve, 3 CD, 2001.
- 롤랑, 5막의 서정비극 , 크리스토프 루세, Les Talens Lyriques, Naïve, 3 CD.
- 이시스, 5막의 서정비극, Hugo Reyne, La Symphonie du Marais, Accord, 3 CD, 2005.
- 아시스와 갈라테, 영웅을 읊은 3막의 목가, 마크 민코프스키, Les Musiciens du Louvre, DG, 2 CD, 1996.
- 11개의 작은 모테트, 윌리암 크리스티와 Les Arts Florissants, Harmonia Mundi, 1 CD, 1987.
- 테 데움과 Miserere, Jean-François Paillard, Erato, 1 CD, 1976.

## 자료 참조
- Scott, R.H.F. Jean-Baptiste Lully. Peter Owen Limited, 1973.
- Rosow, Lois. "Lully, Jean-Baptiste" in The New Grove Dictionary of Opera, ed. Stanley Sadie (London, 1992) ISBN 0-333-73432-7.